# Daniel Cristea-Enache
Daniel Cristea-Enache (n. 19 februarie 1974, București) este un critic și istoric literar român contemporan. Este conferențiar universitar la Facultatea de Litere, Universitatea din București.

## Biografie
Este fiul adoptiv al criticului Valeriu Cristea. 
A ținut săptămânal cronica literară în Adevărul literar și artistic (1997-2005), România literară (2005-2009), Observator cultural (2009-2015), România literară (2015-2022). 
A absolvit în 1996 Facultatea de Litere a Universității București, ca șef de promoție. În 1997 a absolvit Masteratul de Literatură Modernă și Contemporană la Facultatea de Litere din București. Din 2005 devine doctor în Filologie (summa cum laude) al acestei universități, cu o teză despre Ion D. Sîrbu. 
A fost corector la Contemporanul - Ideea europeană (1994-1996), apoi redactor la Caiete critice (1996-1999), asistent de cercetare la Institutul de Istorie și Teorie Literară G. Călinescu (1997-2002), ulterior cercetător (2008-2013), asistent la Catedra de Literatură română a Facultății de Litere, Universitatea din București (din 2000), secretar general de redacție la Editura Fundației Culturale Române (din 1999), ulterior director la Editura Institutului Cultural Român și redactor asociat la Adevărul literar și artistic (2003-2005), director de imagine la Grupul Editorial Corint (2005-2007), consilier editorial la Editura Polirom (2007-2015), director de imagine la Uniunea Scriitorilor din România (2015-2020), apoi director de comunicare la Uniunea Scriitorilor din România (2021-2022), redactor-șef adjunct la Viața Românească (2015-2017), redactor la România literară (2017-2020), redactor-șef adjunct la România literară (2021-2022).  
A fost Guest of the Rector (Andrei Pleșu) la New Europe College. Este membru al Grupului pentru Dialog Social (GDS) și fondator al platformei online Literatura de azi. A fost ales Vicepreședintele European Writers’ Council (EWC) (2019-2021).
Colaborări (cu cronici literare, studii, eseuri, interviuri, texte publicistice) la Luceafărul de dimineață, Realitatea Evreiască, DC News, Ziarul de duminică, Cultura, Suplimentul de cultură, Idei în dialog, Bucureștiul cultural, 22, Ramuri, Caiete critice, în ziarele Evenimentul zilei, Gândul educațional, Adevărul, precum și pe portalul LiterNet. A avut o rubrică la Radio România Cultural, ulterior la Radio Trinitas, în emisiunea Revista Culturală Trinitas realizată de Teodora Stanciu. Moderator al emisiunii Literatura de azi la TVR Cultural (2010-2012). Din 2020, realizator al emisiunii De Ce Citim, alături de Flaviu George Predescu, la DC News.
A contribuit la realizarea unor dicționare de specialitate precum Dicționarul esențial al scriitorilor români și Dicționarul scriitorilor români, IV (coordonatori: Mircea Zaciu, Marian Papahagi, Aurel Sasu; 2001, 2002), Literatura română. Dicționar de opere (coordonator: Mircea Anghelescu; 2003), Dicționarul general al literaturii române (coordonator: Eugen Simion; 2004-2006).
A fost coordonator al colecției Scriitori români la Editura Corint (2005-2007) și al colecției Opere la Editura Polirom (2007-2015).
A primit Premiul Opera Omnia pentru Critică la Festivalul Internațional de Literatură de la Târgu-Jiu, fiind numit, prin Hotărârea Consiliului Local, cetățean de onoare al orașului Târgu Cărbunești. 
A fost decorat în 2019 de Președintele României Klaus-Werner Iohannis cu Ordinul „Meritul Cultural” în grad de „Cavaler”, Categoria A - Literatura, „în semn de apreciere pentru activitatea meritorie pusă în slujba creației literare românești, pentru talentul și profesionalismul de care a dat dovadă de-a lungul activității sale”.

## Volume publicate
- 2001 - Concert de deschidere, prefață de C. Stănescu, Editura Fundației Culturale Române, București (ediția a II-a, format electronic, prefață de Andrei Terian, Editura LiterNet) - Premiul de Debut al României literare; Premiul pentru Debut al Uniunii Scriitorilor din România; Premiul „Titu Maiorescu” al Academiei Române
- 2003 - Ileana Mălăncioiu, Recursul la memorie. Convorbiri cu Daniel Cristea-Enache, Editura Polirom
- 2005 - Sertarul Scriitorului Român. Dialoguri pe hârtie, Editura Polirom
- 2005 - București Far West. Secvențe de literatură română, Editura Albatros
- 2006 - Un om din Est. Studiu monografic, prefață de Dumitru Micu, Curtea Veche Publishing - Premiul pentru Critică și Istorie Literară al Asociației Scriitorilor din București
- 2007 - Convorbiri cu Octavian Paler, Editura Corint (ed. a II-a, Polirom, 2012)
- 2009 - Timpuri noi. Secvențe de literatură română, Editura Cartea Românească - Premiul pentru Critică al revistei Convorbiri literare, Premiul pentru Critică literară acordat de Ministerul Culturii, Festivalul „Nichita Stănescu”, ediția a XXI-a, Ploiești
- 2010 - Lyrica magna. Eseu despre poezia lui Nichita Stănescu, prefață de Alex. Ștefănescu, Editura Curtea Veche [1]
- 2011 - Cinematograful gol, prefață de Radu Cosașu, Editura Polirom
- 2012 - Octavian Paler, Convorbiri cu Daniel Cristea-Enache, Editura Polirom
- 2013 - Generatia ’60: discursul artistic si discursul critic. Neomodernismul, Editura MNLR
- 2013 - Literatura de azi. Dialoguri pe net, Editura Polirom
- 2013 - Cartea ca destin. Daniel Cristea-Enache în dialog cu Dan C. Mihăilescu, Editura Humanitas
- 2013 - Ce a fost – cum a fost. Paul Cornea de vorbă cu Daniel Cristea-Enache, coed. Editura Cartea Românească/ Editura Polirom
- 2016 - Aproape liber. Publicistică, Curtea Veche Publishing - Premiul Cartea Anului al Asociației Revistelor, Imprimeriilor și Editurilor Literare
- 2017 - Convorbiri cu Nicolae Manolescu, Editura Cartea Românească
- 2019 - Linia de contur, vol. I (proza),  Editura Spandugino - Premiul pentru Critică, Eseu și Istorie Literară al Uniunii Scriitorilor din România
- 2021 - Linia de contur, vol. II (poezia), Editura Spandugino

#### Premii și nominalizări
- Premiul pentru Critică, Eseu și Istorie Literară al Uniunii Scriitorilor din România pentru volumul Linia de contur, I (Editura Spandugino, 2019)
- Premiul Cartea Anului al Asociației Revistelor, Imprimeriilor și Editurilor Literare pentru volumul Aproape liber. Publicistică (Curtea Veche Publishing, 2016)
- Premiul pentru Critică al revistei Convorbiri literare, Premiul pentru Critică literară acordat de Ministerul Culturii, Festivalul „Nichita Stănescu”, ediția a XXI-a, Ploiești pentru volumul Timpuri noi. Secvențe de literatură română (Editura Cartea Românească, 2009)
- Premiul pentru Critică și Istorie Literară al Asociației Scriitorilor din București pentru volumul Un om din Est. Studiu monografic (Curtea Veche Publishing, 2006)
- Premiul pentru debut al României literare; Premiul pentru debut al Uniunii Scriitorilor din România; Premiul „Titu Maiorescu” al Academiei Române pentru volumul Concert de deschidere (Editura Fundației Culturale Române, 2001)
- Nominalizare la Premiile Critic Atac 2013; Premiul „Cartea Anului 2013”, acordat de revista România literară, Premiile revistei Observator cultural, ediția 2014, secțiunea „Memorialistică” pentru volumul Ce a fost – cum a fost. Paul Cornea de vorbă cu Daniel Cristea-Enache (coed. Editura Cartea Românească/ Editura Polirom)

#### Articole
- Temps nouveaux, sur Le siège de Vienne de Horia Ursu, în L'Atelier du roman, Flammarion, 2010, p.61-66, articol tradus în limba franceză de Luminița Brăileanu

#### Cronici în mass-media
- Cronici publicate în România literară  Arhivat în 4 decembrie 2013, la Wayback Machine.
- Cronici publicate în Observator cultural  Arhivat în 1 februarie 2010, la Wayback Machine.
- Cronici și editoriale publicate în Ziarul de duminică  Arhivat în 3 iunie 2010, la Wayback Machine.
- Texte publicate în Suplimentul de cultură  Arhivat în 3 decembrie 2013, la Wayback Machine.
- Texte publicate în Dilema veche
- Texte preluate pe România culturală  Arhivat în 19 iulie 2012, la Wayback Machine.
- Recenzii publicate în Evenimentul zilei
- Emisiunea Literatura de azi la TVR Cultural [nefuncțională]
- Colecția Scriitori români la Editura Corint [nefuncțională]
- Colecția Opere la Editura Polirom  Arhivat în 13 august 2010, la Wayback Machine.

### Remarci publice
- La târgul de carte Gaudeamus 2013, criticul Daniel Cristea-Enache a făcut remarca publică despre scriitorul Vladimir Beșleagă, cel din romanul Zbor frânt, desemnându-l pe autorul basarabean ca fiind „un scriitor clasic al literaturii române” [2]